# Marquesado de Casa Palacio
El marquesado de Casa Palacio es un título nobiliario español creado por el rey Fernando VI en favor de José Fernández de Palacio y del Castillo contador de las Reales Cajas de Potosí, mediante real decreto del 10 de noviembre de 1746 y despacho expedido el 28 de julio de 1750.
El título fue suprimido el 9 de septiembre de 1858 por la reina Isabel II aduciendo «falta de uso». En 1923 el rey Alfonso XIII lo rehabilitó en favor de José María de Palacio y Palacio.

## Marqueses de Casa Palacio
|                                 | Titular                                  | Periodo                  |
| Creación por Fernando VI        | Creación por Fernando VI                 | Creación por Fernando VI |
| ------------------------------- | ---------------------------------------- | ------------------------ |
| I                               | José Fernández de Palacio y del Castillo | 1750-¿?                  |
| .                               | .                                        |                          |
| Rehabilitación por Alfonso XIII |                                          |                          |
| VI                              | José María de Palacio y de Palacio       | 1923-1930                |
| VII                             | José María de Palacio y de Velasco       | 1930-1940                |
| VIII                            | Luis María de Palacio y de Velasco       | 1940-1943                |
| IX                              | José María de Palacio y de Palacio       | 1961-1997                |
| X                               | Luis María de Palacio y de Oriol         | 1998-hoy                 |

## Historia de los marqueses de Casa Palacio
- José Fernández de Palacio y del Castillo I marqués de Casa Palacio hijo de D. Alonso Fernández de Palacio y de Da. Ana María del Castillo, contador de las Reales Cajas de Potosí.[1]

Por rehabilitación en 1923, sucedió:
- José María de Palacio y de Palacio (m. Madrid, 25 de abril de 1930), VI marqués de Casa Palacio.[1]

Casó el 29 de enero de 1881, en Corvera (Murcia), con María del Carmen de Velasco y Palacios, I marquesa de Villarreal de Álava. Le sucedió su hijo:
- José María de Palacio y de Velasco (Barcelona, 9 de mayo de 1882-Madrid, 25 de junio de 1945), VII marqués de Casa Palacio, II marqués de Villarreal de Álava, II marqués de Matonte.[1]

Casó el 20 de junio de 1907, en Madrid, con María Asunción de Orellana y Ulloa, XII marquesa de la Conquista. Sin descendencia. El 5 de noviembre de 1940, ante el notario Enrique Tormo Ballester, hizo cesión de sus títulos de marqués de Casa Palacio y de marqués de Matonte a su inmediato sucesor, su hermano:
- Luis María de Palacio y de Velasco (Barcelona, 11 de abril de 1885-Barcelona, 11 de junio de 1943), VIII marqués de Casa Palacio, III marqués de Matonte, caballero de la Real Maestranza de Zaragoza.[4]

Casó el 26 de noviembre de 1912, en Barcelona, con María Isabel de Palacio y de Espalza (1891-1971), dama de la Real Maestranza de Zaragoza. El 4 de mayo de 1960 (BOE del día 12) se convalidó la sucesión otorgada por la Diputación de la Grandeza y Títulos del Reino en favor de:
- José María de Palacio y de Palacio (Madrid, 13 de abril de 1915-Madrid, 5 de diciembre de 1997[6]), IX marqués de Casa Palacio, III marqués de Villarreal de Álava, caballero de la Real Maestranza de Zaragoza, del Real Cuerpo Colegiado de la Nobleza de Madrid, de la Real Hermandad del Santo Cáliz de Valencia, de la Noble Esclavitud de San Juan el Evangelista de La Laguna, de la Orden de Malta y de la Orden del Santo Sepulcro, infanzón de Illsecas.[4]

Casó el 11 de octubre de 1945, en Madrid, con María Sacramento de Oriol y de Urquijo. El 11 de noviembre de 1998, previa orden del 9 de octubre del mismo año para que se expida la correspondiente carta de sucesión (BOE del 29 de octubre), le sucedió su hijo:
- Luis María de Palacio y de Oriol (n. Valencia, 1 de diciembre de 1947[8]), X marqués de Casa Palacio.[2]